# Championnat du Togo d'échecs
Le championnat du Togo d'échecs est la compétition qui permet de désigner le meilleur joueur d'échecs du Togo. La première édition officielle a eu lieu en 2014, organisée par la fédération togolaise des échecs, elle-même créée en 2012.

## Liste des vainqueurs du championnat
| No. | Année | Vainqueur                       |
| --- | ----- | ------------------------------- |
| 1   | 2014  | Tevi Late Lawson Attiogbe[1]    |
| 2   | 2015  | Adama Mawulikplim Ephoevi-Ga[1] |
| 3   | 2016  | Adama Mawulikplim Ephoevi-Ga[1] |
| 4   | 2017  | Adama Mawulikplim Ephoevi-Ga[1] |
| 5   | 2018  | Koffi Botsoe[1]                 |
| 6   | 2019  | Adama Mawulikplim Ephoevi-Ga[1] |
| 7   | 2020  | Yakini Tchouka[1],[2]           |
| 8   | 2021  |                                 |

## Historique

### Édition de 2020
L'édition de 2020 a lieu à l'hôtel La Base 57, à Assahoun, à environ 60 km de la capitale, Lomé. 22 joueurs se sont affrontés au total, au rythme de 60 minutes par joueur, avec un incrément de 30 secondes par coup, dans un appariement sous système suisse. Adama Mawulikplim Ephoevi-Ga, 1749 Elo, et vainqueur à quatre reprises est le joueur le mieux classé. Il termine à la deuxième place avec 4,5 points, à égalité avec d'autres joueurs. Yakini Tchouka est champion et remporte un premier prix de 750 dollars.